# Мефітіс
Мефі́тіс (лат. Mephitis) — богиня шкідливих випарів землі; мала святилища в Потенції, Середній Італії, Кремоні, а також у Римі, на пагорбі Ціспії.